# Braian Romero
Braian Ezequiel Romero (* 15. Juni 1991 in San Isidro, Buenos Aires) ist ein argentinischer Fußballspieler. Er steht aktuell bei Vélez Sarsfield unter Vertrag.

## Karriere

### Verein
Romero begann seine professionelle Karriere bei CA Acassuso in der Primera B Metropolitana, der dritthöchsten Spielklasse in Argentinien. Nach 32 Einsätzen in der Premierensaison musste er aufgrund einer Krankheit für längere Zeit pausieren. Nach insgesamt 78 Einsätzen und neun Toren wechselte Romero 2015 in die höchste argentinische Spielklasse zum CA Colón und im Folgejahr zu den Argentinos Juniors.
Am 23. Januar 2021 gewann Romero mit CSD Defensa y Justicia die Copa Sudamericana, bei der er mit 10 Toren zudem Torschützenkönig wurde.
Nach einem halbjährigen Aufenthalt beim Club Tijuana wechselte er im Sommer 2023 zu Vélez Sarsfield.

### Allgemein
Im Jahr 2012 beendete Braian Romero fast seine Karriere, als eine rheumatische Arthritis eine Entzündung in den Gelenken sowie dem umliegenden Gewebe auslöste.

## Erfolge
Argentino Juniors
- Primera B Nacional: 2016/2017

Athletico Paranaense
- Copa Suruga Bank: 2019
- Copa do Brasil: 2019

CSD Defensa y Justicia
- Copa Sudamericana: 2020

River Plate
- Argentinischer Meister: 2021

## Auszeichnungen
- Torschützenkönig der Copa Sudamericana: 2020